# Genetta thierryi
La genetta degli Hausa (Genetta thierryi  Matschie, 1902) è un carnivoro della famiglia dei viverridi diffusa nell'Africa occidentale.

## Descrizione

### Dimensioni
Carnivoro di medie dimensioni, con la lunghezza della testa e del corpo tra 359 e 474 mm, la lunghezza della coda tra 307 e 467 mm e un peso fino a 1,8 kg.

### Aspetto
Il colore del corpo è marrone chiaro. La linea dorsale scura è attraversata da una striscia più chiara. Sono presenti 4 file di macchie scure, talvolta arancione brillante, piccole e distanziate lungo i fianchi. Le macchie della prima fila superiore si uniscono in una striscia continua verso la parte posteriore. Gli arti sono uniformemente marroni chiari. La parte centrale del palmo della mano è priva di peluria. La coda è più corta della testa e del corpo, ha 8-9 anelli incompleti più chiari, intervallati da anelli più scuri della stessa larghezza, e la punta nera. Le femmine hanno due paia di mammelle.

## Distribuzione e habitat
Questa specie è diffusa in Gambia, Senegal, Guinea-Bissau, Guinea, Sierra Leone, Liberia, Costa d'Avorio, Ghana, Togo, Benin, Nigeria, Camerun; Mali, Burkina Faso meridionali; Ciad e Repubblica Centrafricana occidentali.
Vive nelle savane alberate umide e secche. Sono stati osservati individui anche nelle foreste pluviali della Sierra Leone e nelle steppe del Senegal. 

## Conservazione
La IUCN Red List, considerato l'areale esteso e la presenza in molteplici habitat, classifica G.thierryi come specie a rischio minimo (Least Concern).